# Memphis (Egypte)
Memphis is een oud-Egyptische (hoofd)stad op de westelijke oever van de Nijl. De stad ligt ca. 20 kilometer ten zuiden van het huidige Caïro. Veel bouwactiviteiten stonden in verband met de Grote tempel van Ptah. Menes is de mythische stichter van Memphis en bouwer van de Grote tempel van Ptah.
Zoals het grafveld (necropolis) van Abydos bij de oudere hoofdstad Thinis hoorde, zo hoorden de grafvelden van Saqqara, Gizeh en Helwan bij Memphis. 

## De naam
De stad werd in het Oude Rijk in het Oudegyptisch Ineboe Hedj genoemd, wat "witte muren" betekent. De stad was vrij groot en genoot verschillende namen. In de periode van het Middenrijk werd de stad Anch-Tawi genoemd, ofwel "Leven van de twee landen", wat de rol van de stad benadrukt als verbinding tussen Opper- en Neder-Egypte. Rond het begin van het Nieuwe Rijk kreeg de stad de naam Men-nefer. In het Koptisch werd dit Menfe. De Grieken noemden de stad Memphis.
Manetho noemde Memphis Hoet-ka-Ptah, dat 'Huis van de ka van Ptah' betekent. Het werd in het Grieks vertaald in 'Αι γυ πτος' of 'Aiguptos' (Latijn: Aegyptus), waarmee het land Egypte later werd aangeduid. Memphis is de Bijbelse plaats Nof.

## Geschiedenis van de stad

### Klassieke bronnen
Volgens de oud-Egyptische bronnen werd Memphis door koning Menes gesticht, nadat Opper- en Neder-Egypte waren verenigd aan het begin van de proto-dynastieke periode. Hij bouwde een tempel voor Ptah, de nieuwe stadsgod van Memphis. De stad werd ingedeeld in het Nomen-systeem, het werd de eerste nome van Neder-Egypte.
In de vijfde eeuw voor Christus tekent Herodotus uit de mond van Egyptische priesters op dat Min of Men (Menes) de stichter van de stad Memphis (Mennefer) is en dat hij deze stad gebouwd heeft op grond die hij vrijmaakte door de Nijl te verleggen. Menes richtte ongeveer 100 furlong ten zuiden van Memphis een dijk op bij de bocht van de rivier. De dijk  beschermde Memphis tegen de overstromingen van de rivier en Menes groef een nieuwe bedding voor de  Nijl. De rivieromleiding zou onderdeel zijn geweest van een uitgebreid bevloeiings- en droogleggingsproject onder farao Menes. Hij groef een nieuw kanaal voor de rivier, die eerst langs de heuvels liep aan de kant van Libië.
Menes groef volgens Herodotus ook een meer buiten Memphis naar het noorden en westen verder uit, dat in verbinding stond met de Nijl en bouwde binnen de stad de grote tempel van Hephaistos (Ptah). De grote tempel van Ptah heette in het Egyptisch Hut-ka-Ptah (omheining van de ka (ziel) van Ptah). Hiervan werd het Griekse Ai-gy-ptos afgeleid en vandaar de moderne naam 'Egypte'.
Proteus onderhield Helena aan zijn hof in Memphis tijdens de Trojaanse Oorlog en gaf haar mee aan Menelaos, toen hij haar in Troje niet had gevonden. Proteus zou hebben geregeerd vóór de bouw van de Piramiden van Gizeh. Volgens Herodotus was er een heilige, erg mooie en rijkelijk versierde, omsloten ruimte van Proteus, koning van Memphis, ten zuiden van de Grote tempel van Hephaestus. Phoeniciërs uit Tyrus hielden zich rond deze ommuring op, die bekendstond als 'het kamp van de Tyriërs'. Binnen de ommuring stond een tempel met de naam 'Aphrodite de vreemdeling' (Hathor). Herodotus vermoedde dat het monument was opgericht voor Helena, omdat zij enige tijd aan het hof van Proteus doorbracht en omdat de tempel was gewijd aan Aphrodite de vreemdeling; er bestond immers geen andere tempel van Aphrodite met die naam. 
Van Menes tot Sethos (Sjebitkoe, 25e dynastie, ca. 714-705 v.Chr.) was, volgens Herodotus, een periode van 341 generaties, die hij op 11.340 jaar stelt. In die periode  ging de zon tweemaal op waar hij nu onder gaat en tweemaal onder waar hij nu opgaat (2,142). Herodotus zag 345 houten kolossen van piromis (gentleman) priesters, die elk de zoon van zijn voorganger was (2,143). Volgens Herodotus' Historiën regeerden er 348 heersers gedurende ca. 11.500 jaar tussen de eerste koning Min tot de verovering door de Pers Cambyses II (27e dynastie, 525-521 v. Chr.) Volgens Manetho waren dat 333 koningen gedurende 5100 jaar. Volgens Manetho kwam Menes uit Thinis (Boven-Egypte), leidde een leger de grens (met Beneden-Egypte) over en behaalde grote roem. Menes regeerde 62 jaar en werd opgevolgd door zijn zoon Athothis (Hor-Aha), die 57 jaar regeerde en het 'paleis in Memphis' bouwde. Athothis was een bekwaam geneesheer en schreef boeken over anatomie.
Uit klassieke bronnen zoals Manetho werd overgeleverd dat in de tweede dynastie werd gestart met de cultus van Apis en van Mnevis. Er is een stèle teruggevonden uit de regeerperiode van koning Den (1e dynastie) die naar de cultus van Apis verwijst. De cultus van Apis is dus ouder dan overgeleverd is.

### Stichter
Narmer (ca. 3100 v.Chr.) wordt wel geïdentificeerd als Menes, de mythische stichter van Memphis. Maar in 2012 werd in de Sinaï een inscriptie gevonden, waarop stond dat Hor Iry (32e eeuw v.Chr.) Memphis al bezocht. Hor Iry gaat met twee generaties aan Narmer vooraf en Narmer kan dus niet de stichter zijn geweest van Memphis.

### Oude Rijk
In het Oude Rijk was de stad Memphis de hoofdstad van Egypte. Het beleefde toen zijn glorietijd. Gedurende de rest van de Egyptische geschiedenis bleef het een belangrijke stad. De piramideteksten werden samengesteld door priesters uit Memphis en Heliopolis.

### Eerste tussenperiode
In de eerste tussenperiode resideerde de 7e en de 8e dynastie in Memphis, de 9e en 10e dynastie in Heracleopolis en de 11e in Thebe.

### Middenrijk
Onder koning Amenemhat III werden er heel wat schrijnen en tempels gebouwd waaronder een grote tempel voor Ptah te Memphis.

### Nieuwe Rijk
De koningen Thoetmoses I en IV werkten aan de tempel van Ptah. Koning Amenhotep III uit het Nieuwe Rijk gaf de priesters van de Apis-cultus meer macht, omdat de priesters van Amon-Re uit Thebe steeds machtiger werden. Onder koning Merenptah werd de hoofdstad van Egypte verplaatst van Pi-Ramesse naar Memphis.

### Derde tussenperiode
Koning Amenemope en Osorkon I liet tempels bouwen in Memphis. Siamun liet een nieuwe tempel ontwerpen voor Amon in Memphis met zes stenen pilaren met zijn koninklijke naam erop. Zijn laatste daad was het inwilligen van verschillende verzoeken van de priesters van Ptah te Memphis.

### Late Tijd
In 750 v.Chr. wordt door koning Piye de stad Memphis veroverd. Koning Shabaka liet enkele gebouwen bouwen in Memphis en resideerde er ook. Memphis werd ingenomen door de Assyriërs onder de regering van koning Taharqa en dwongen hem om naar het zuiden uit te wijken. Memphis werd na de verwoesting van Thebe in 663 v.Chr. opnieuw de voornaamste stad van Egypte.
Tijdens de 25e dynastie werd er in het Oude Egypte een hardloopwedstrijd van 50 kilometer gehouden van Memphis naar de Fajoem-oase en terug.
Koning Apriës en Psammetichus II leverden een belangrijke bijdrage aan de tempel van Ptah.
De Perzische koning Darius I liet zijn naam na in tempels van Memphis. Onder koning Cambyses II werd Egypte een uitvalsbasis ter verovering van Carthago en het westelijke Middellandse Zeegebied. Toen een aantal van zijn veldtochten mislukte raakte de koning in een waanzinnige staat en begon een schrikbewind te voeren in Memphis. Hij zou tijdens een vlaag van waanzin eigenhandig een Apis-stier hebben gedood.
Koning Achoris liet grote bouwprojecten na in Memphis.
In 399 v.Chr. werd Amyrtaios geëxcuteerd in Memphis door koning Nepherites I.

### Griekse Periode
Door Ptolemaeus I werd verhinderd dat het gebalsemde lijk van Alexander de Grote naar Macedonië werd gebracht. Het lijk werd tijdelijk in Memphis opgeslagen voordat het in Alexandrië werd begraven in een gouden graftombe.
Ptolemaeus IX Soter II werd gekroond in Memphis.
Memphis werd later overvleugeld door Alexandrië, toch bleef het belangrijk tot de verovering van Egypte door de Arabieren, die in 641 n.Chr. hun hoofdstad stichtten te Foestat (oud-Caïro),

### Arabische tijd
Amr ibn al-As, de luitenant van Omar, trok, met steun van Mokoukos (of Makaukas), prefect van Midden-Egypte, Memphis binnen.

## Religie

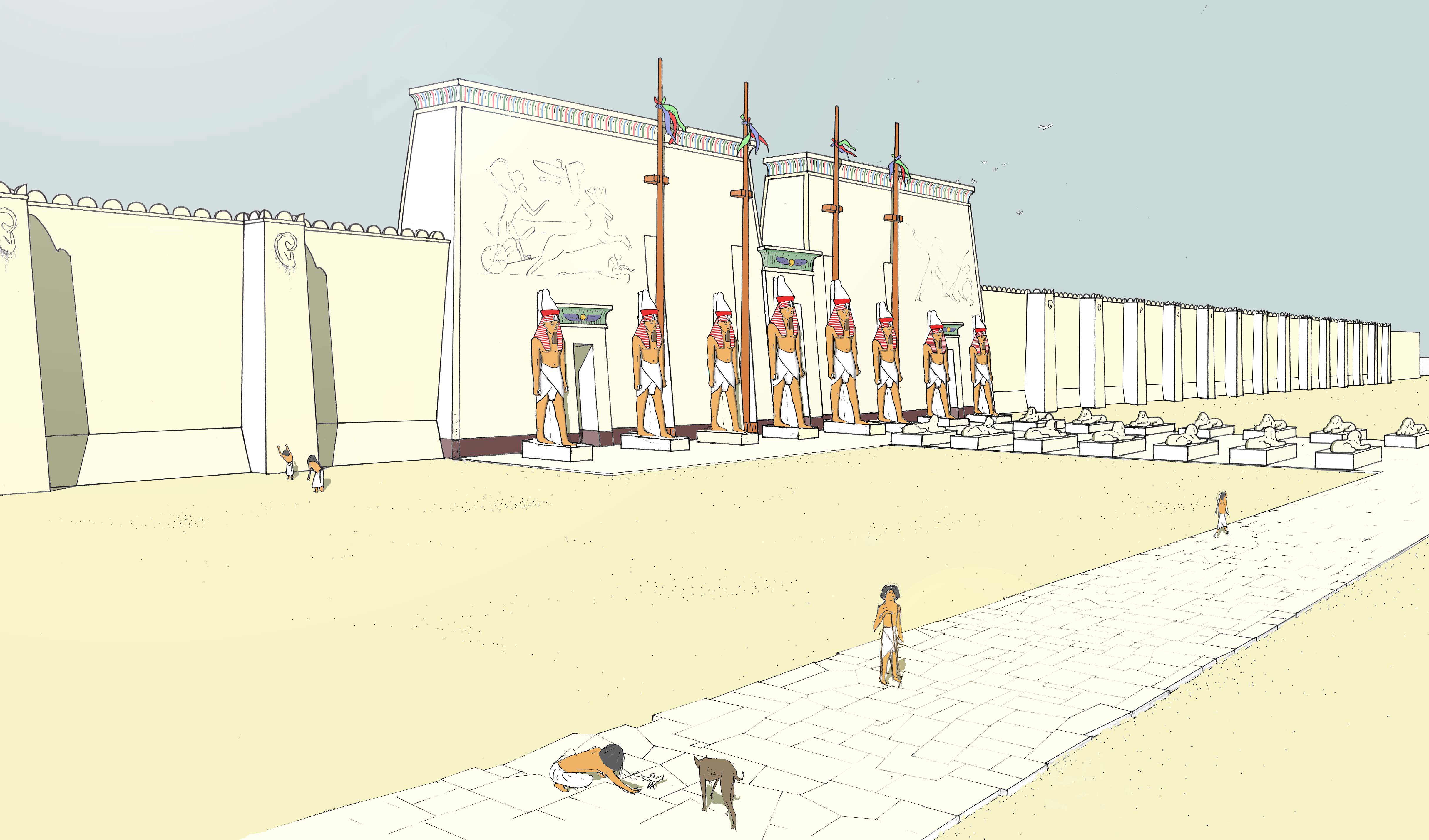
Grote tempel van Ptah in Memphis

De god Ptah was vanaf het Oude Rijk de belangrijkste god van Memphis, zijn vrouw was Sekhmet en hun zoon was Nefertem. Sekhmet was eveneens de vrouw van de god Sokaris, wiens kenmerken door Ptah werd overgenomen vanaf het Oude Rijk. Eveneens werden de kenmerken van de god Tatenen overgenomen door Ptah.
De godin Maät speelde ook een rol in de scheppingsmythologie van Memphis. In de late tijd werd er ook een plek ingeruimd voor Anubis in het Anubieion. Sinds de pre-dynastieke periode werd de heilige stier Apis vereerd als belichaming van Ptah, de scheppergod.

## Tempels
De ommuring van de grote tempel van Ptah was een van de grootste complexen in Egypte maar weinig is er van overgebleven. Behalve het 'huis der balseming voor de Apis-stieren' gedateerd uit de 26e dynastie van Egypte. De resten van een hypostyl kunnen nog bestudeerd worden. Dit is de enige plek die systematisch is onderzocht door o.a. Flinders Petrie in 1898. De rest van de archeologische site is niet onderzocht vanwege de moderne stad van Mit Rahina.
Buiten de ommuring van de Ptah-tempel is een gebied dat nu Kom el-Rabi'a wordt genoemd. Hier zijn de restanten van een tempel gevonden gewijd aan Hathor en gebouwd door Ramses II.
Een kleine tempel van Ptah werd gebouwd door Merenptah in het vlakbijgelegen gebied Kom el-Qal'a, naast het paleis van de koning. Net zoals de rest van de gebouwen is er weinig van overgebleven.

### Tempel van Hathor

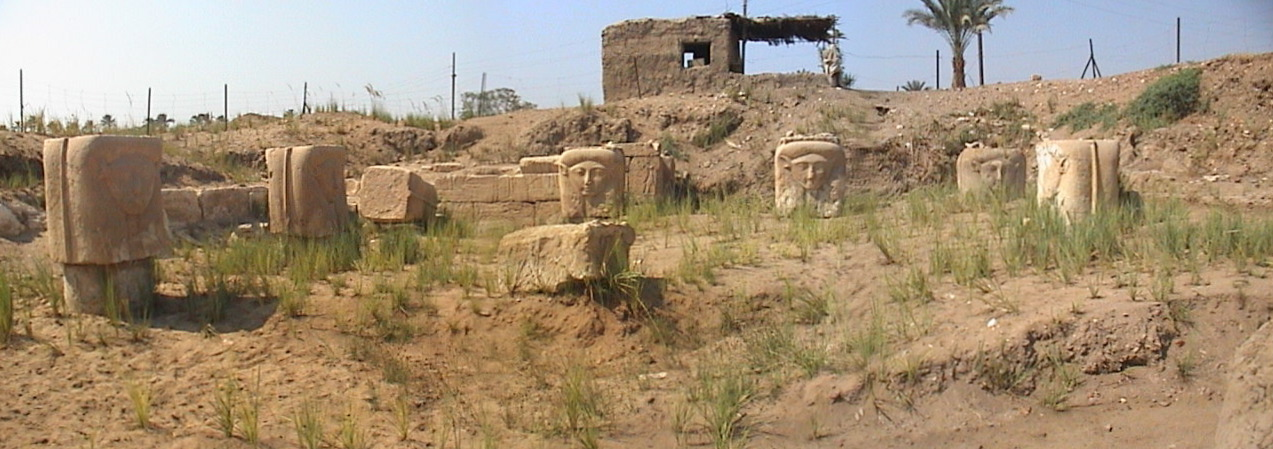
De ruïnes van de tempel van Hathor van Memphis

Sechmet, de leeuwinnengodin en de vrouw van Ptah, de god van de stad, was een aspect van Hathor.
Een kleine tempel van Hathor werd opgegraven ten zuiden van de grote muur van Hout-Ka-Ptah, door Abdullah al-Sayed Mahmud in de jaren 70 van de 20e eeuw, uit de tijd van Ramses II. aangenomen wordt dat dit heiligdom vooral in gebruik was voor processies tijdens grote religieuze festivals. Een grotere tempel van Hathor, zelfs een van de belangrijkste heiligdommen van de godin in het land, zou in de stad hebben gestaan, maar is tot op heden niet ontdekt. Een laagte, die de plaats zou kunnen aanduiden, bewaart mogelijk de resten van een ommuring en een groot monument, een theorie gebaseerd op antieke bronnen.

## Galerij

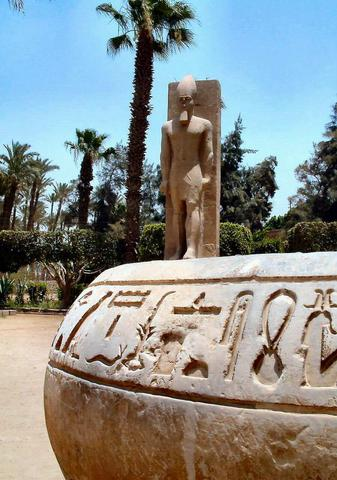
Buiten het museum
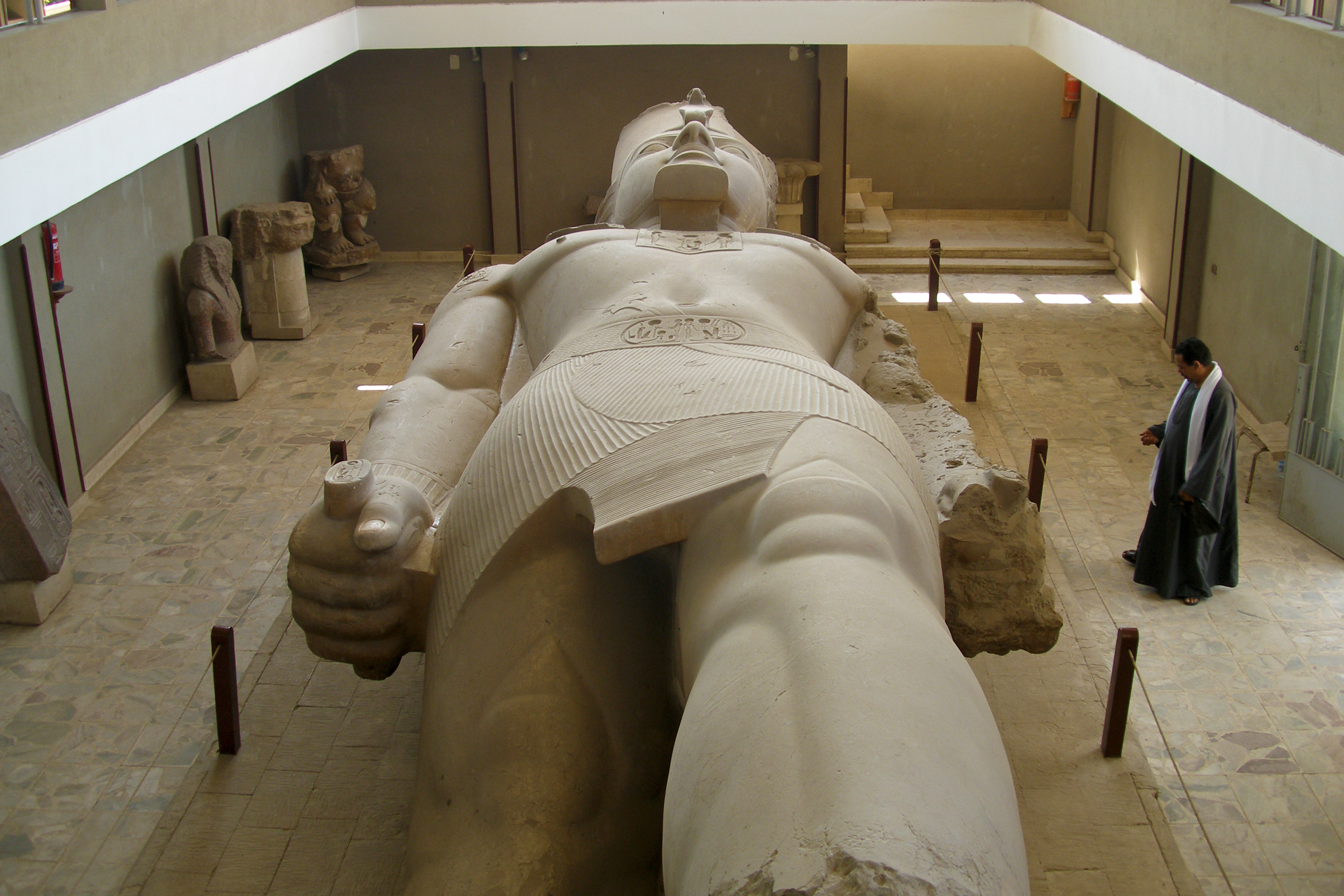
Beeld van Ramses II in museum
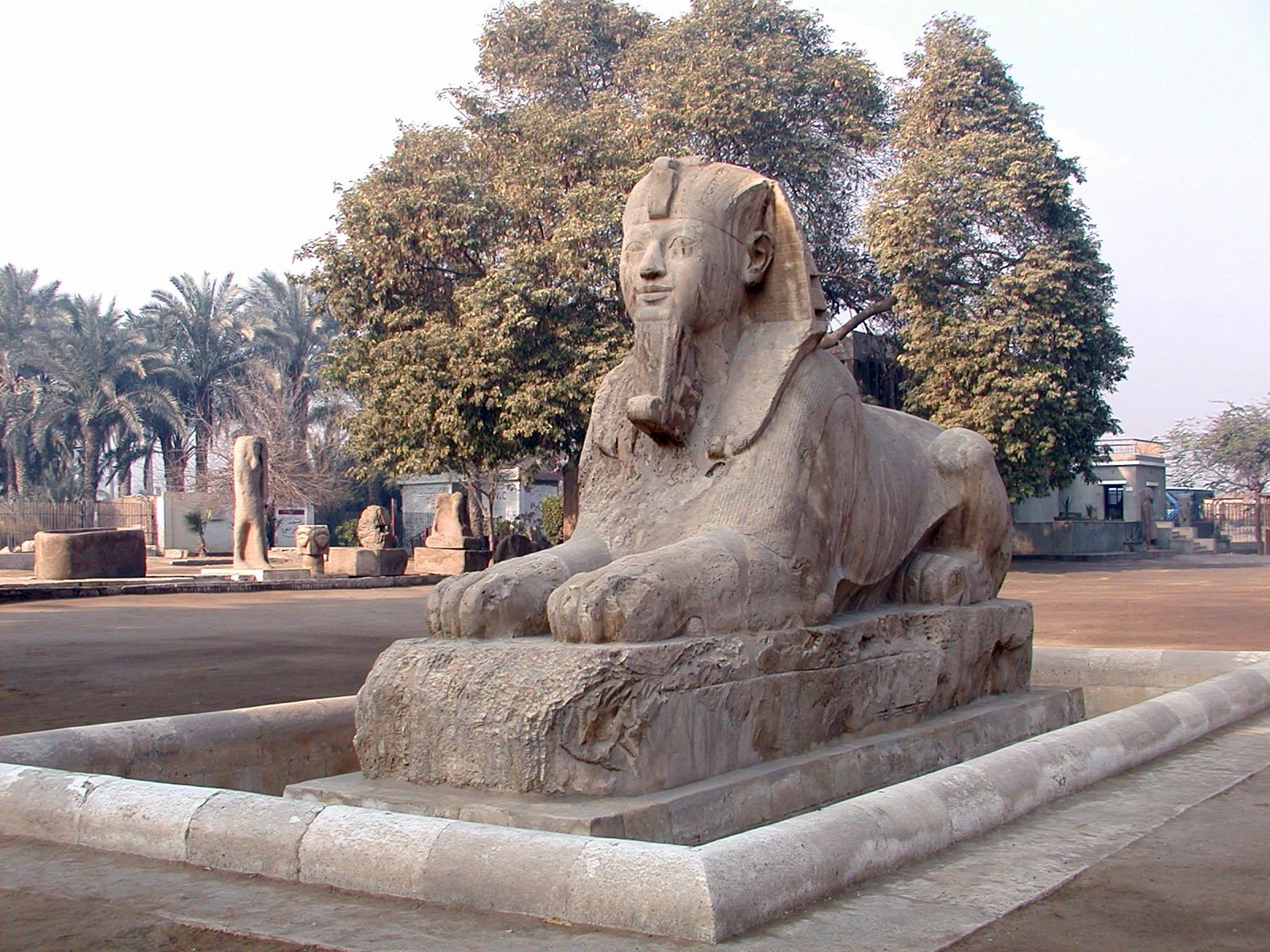
Sphinx van Memphis
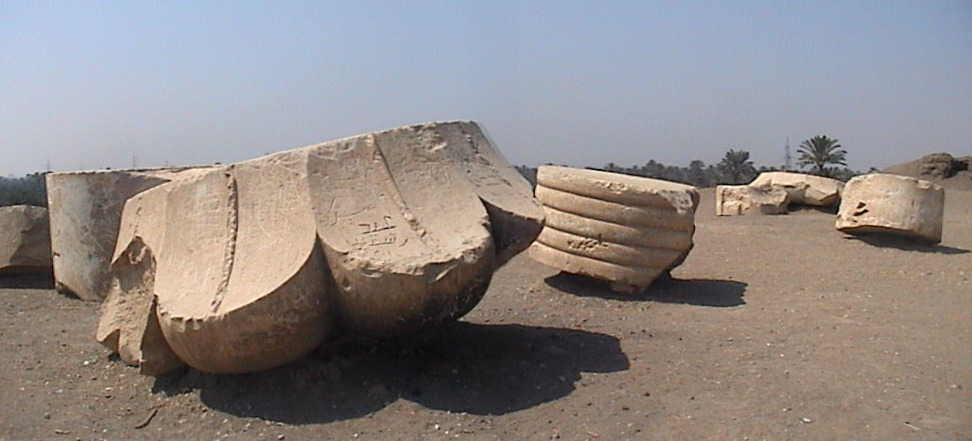
Ruïnes van het paleis van Apriës in Memphis